# 丘斯查山

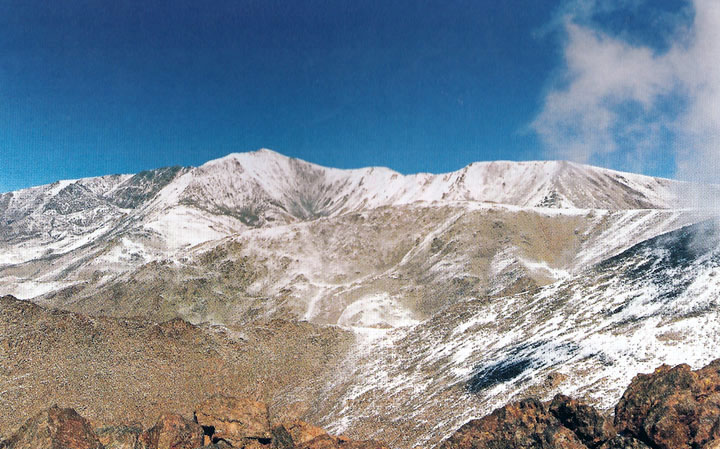

丘斯查山（西班牙語：Cerro Chuscha），是阿根廷的山峰，位於該國西北面薩爾塔省的卡法亞特縣，托隆邦處於山腳，海拔高度5,412米，該山峰的山頂被冰雪覆蓋。